# قباد الثاني
قباد الثاني ويسمى أيضا شيرويه، كان ملك بلاد فارس، وهو ابن كسرى الثاني (590 - 628)، رفع إلى العرش بعد معارضة أبيه في فبراير 628، بعد الانتصارات العظيمة للإمبراطور هرقل (610 - 641). عرف بقتله لأبيه وثمانية عشر من أخوته، وبدأ المفاوضات مع هرقل، ولكن لم يتحقق حلمه بالحكم نتيجة موته بعد بضعة شهور من بداية حكمه.

## المصدر
معالم التارخ الحضاري للدولة الساسانية.